# Kurd Pieritz
Kurd Rudolf Pieritz (né le 26 juin 1918 à Greifswald, mort le 25 décembre 2010 à Hambourg) est un acteur allemand.

## Biographie
Ce fils d'un commerçant grandit à Stralsund et a l'abitur. Il veut être acteur et reçoit une recommandation de Theodor Loos. Mais il est enrôlé pour la Seconde Guerre mondiale.
Libéré en 1945, il vient à Düsseldorf et obtient une bourse pour entrer au Théâtre de Düsseldorf en 1949. En 1950, il fait ses débuts à Rheydt puis joue à Wurtzbourg, Brunswick, Wiesbaden et Darmstadt. En 1960, il s'installe en tant qu'acteur indépendant à Berlin-Ouest.
Il commence sa carrière au cinéma en 1957. L'année suivante, il joue dans Geschwader Fledermaus, une production de la DEFA. Outre les films de guerre, il incarne dans les films policiers, notamment les adaptations de romans d'Edgar Wallace, des personnages louches.
Dans les années 1960, on le voit souvent dans les documentaires télévisés sur l'histoire allemande où l'on remarque dans le rôle de Friedrich Ebert. Pieritz se fait aussi un nom comme peintre et dessinateur.

## Filmographie
- 1957 : Einmal eine große Dame sein
- 1958 : Geschwader Fledermaus
- 1960 : Bataillon 999
- 1960 : Division Brandenburg
- 1961 : Le Dernier convoi
- 1961 : Unter Ausschluß der Öffentlichkeit
- 1961 : Auf Wiedersehen
- 1962 : L'Invisible docteur Mabuse
- 1963 : Le Crapaud masqué
- 1964 : L'Attaque du fourgon postal
- 1964 : Das Ungeheuer von London-City
- 1964 : Le Défi du Maltais (Der Hexer) d'Alfred Vohrer
- 1964 : La Serrure aux treize secrets
- 1965 : Der unheimliche Mönch
- 1965 : Mordnacht in Manhattan
- 1967 : Sibérie, terre de violence
- 1967 : Le Château des chiens hurlants
- 1969 : Der Mann mit dem Glasauge
- 1969 : Dr. med. Fabian – Lachen ist die beste Medizin
- 1970 : Ces messieurs aux gilets blancs
- 1971 : Hurra, wir sind mal wieder Junggesellen!

Téléfilms
- 1965 : Bernhard Lichtenberg
- 1966 : Bürgerkrieg in Rußland
- 1967 : Ivar Kreuger der Zündholzkönig
- 1967 : Der Röhm-Putsch
- 1967 : Flucht über die Ostsee
- 1969 : Friedrich Ebert - Geburt einer Republik
- 1969 : Friedrich Ebert - Schicksalsjahre einer Republik
- 1969 : Marinemeuterei 1917
- 1970 : Der Hitler-Ludendorff-Prozeß
- 1971 : Preußen über alles…
- 1978 : Diener und andere Herren

Séries télévisées
- 1963 : Privatdetektiv Harry Holl (série télévisée)
- 1965 : Die fünfte Kolonne - Ein Mann namens Pavlow (série télévisée)
- 1967 : Das Ferienschiff
- 1968 : Die fünfte Kolonne – Sonnenblumenweg 7
- 1972 : Tatort: Rattennest
- 1972 : Gefährliche Streiche
- 1975 : Benjowski
- 1983 : Der blinde Richter

## Source de la traduction
- (de) Cet article est partiellement ou en totalité issu de l’article de Wikipédia en allemand intitulé « Kurd Pieritz » (voir la liste des auteurs).